# Lengua negra
La lengua negra es una lengua ficticia hablada en Mordor en El Señor de los Anillos y otras obras de J. R. R. Tolkien. Es una lengua artificial creada por Sauron para los servidores de Mordor, en reemplazo de las varias lenguas de los orcos, entre otras. La lengua negra estaría basada en el valarin, puesto que Melkor y sus seguidores maiar no poseían la Llama Imperecedera, pero podían corromper cosas para que les sirvieran. Es posible que esté basado también en el quenya. Tolkien describe dos formas de este lenguaje: la forma antigua «pura», utilizada por el mismo Sauron, los Nazgûl y los olog-hai, y otra forma «degradada» usada por los soldados de Barad-dûr hacia el fin de la Tercera Edad. De acuerdo a la narración de Tolkien, muchos dialectos de los orcos adoptaron palabras de esta lengua.

El único ejemplo de lengua negra «pura» que aparece en las escrituras de Tolkien es la inscripción del Anillo Único: el poema de los Anillos de Poder. Se especula que la lengua negra era un idioma sin escritura, por ello para el grabado del Anillo se utiliza la escritura en tengwar del sindarin con ciertas modificaciones.

Ash Nazg durbatulûk, ash Nazg gimbatul,
ash Nazg thrakatulûk, agh burzum-ishi krimpatul
Un Anillo para gobernarlos a todos. Un Anillo para encontrarlos,
Un Anillo para atraerlos a todos y atarlos en las tinieblas.

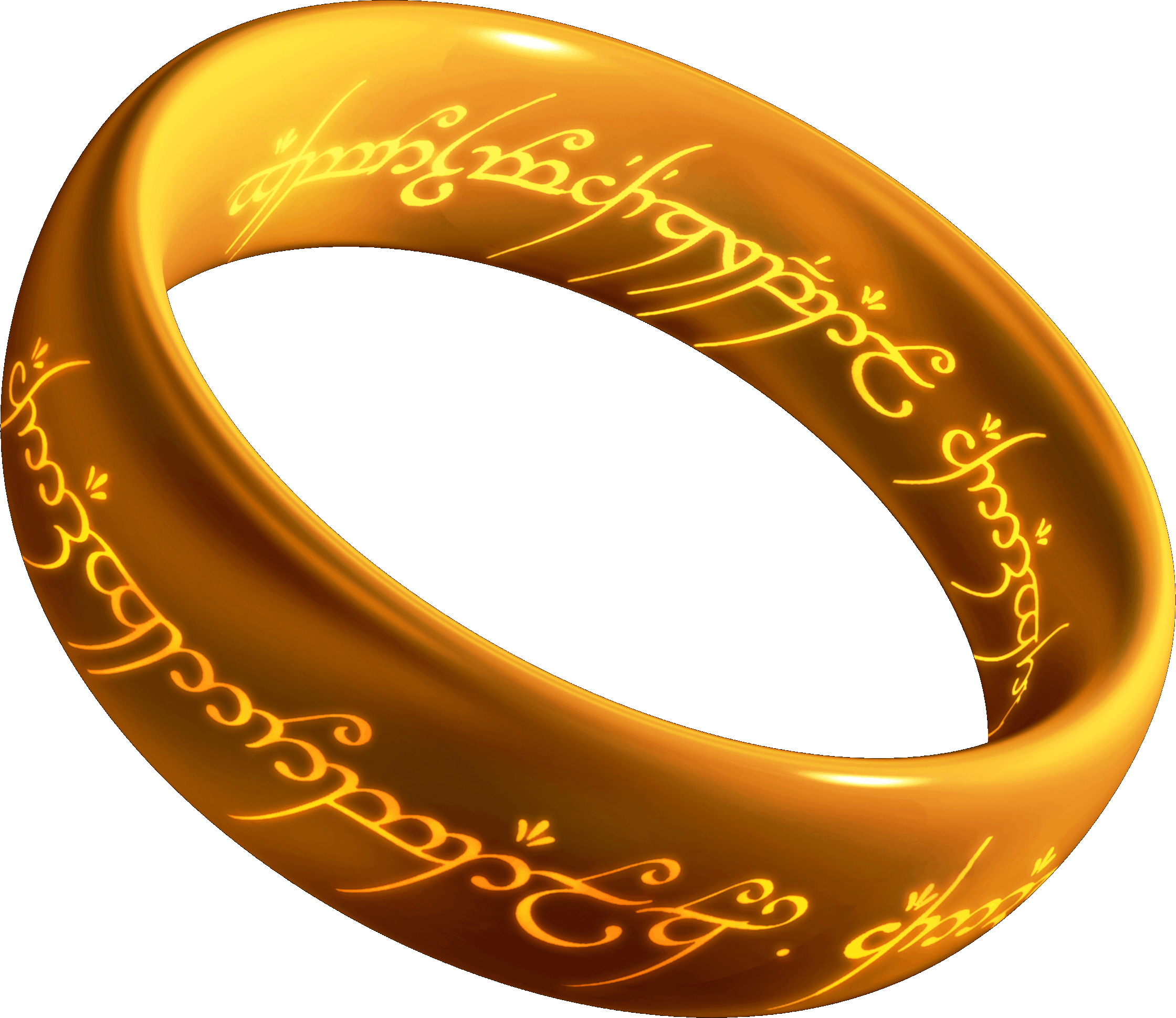
Ash Nazg durbatulûk, ash Nazg gimbatul,
ash Nazg thrakatulûk, agh burzum-ishi krimpatulEl Anillo Único, mostrando su inscripción.

De los versos centrales del poema, los inscritos en el anillo y los más conocidos, se puede concretar la siguiente tabla:
| Lengua negra | Español                            |
| ------------ | ---------------------------------- |
| ash          | 'un'                               |
| nazg         | 'anillo'                           |
| durb-        | 'gobernar'                         |
| -at          | sufijo de infinitivo               |
| -ul-         | clítico de 3.ª plural 'a ellos'    |
| -ûk          | 'todos'                            |
| gimb-        | 'encontrar'                        |
| thrak-       | 'atraer'                           |
| agh          | conjunción 'y'                     |
| burz-        | 'oscuro'                           |
| -um          | -dad, -idad (sufijo nominalizador) |
| -ishi        | 'en' (sufijo de caso locativo)     |
| krimp-       | 'atar'                             |

Habiéndola creado de manera que resultara desagradable, Tolkien no disfrutaba escribir en lengua negra (según él en sus cartas, una vez recibió de un fanático suyo una copa con la inscripción del anillo; dijo que le pareció horrible y por tanto la usó como cenicero). Como resultado, es una de las lenguas más fragmentarias de las novelas. Las fuerzas del bien se niegan a hablarlo, puesto que atrae la mirada del Ojo de Sauron. A diferencia de lo que sucede con los lenguajes élficos, no hay poemas ni canciones escritos en lengua negra, aparte de la inscripción del Anillo. El resultado es una colección de palabras sueltas que son difíciles de usar en una conversación.
La inscripción del Anillo y su traducción muestran que la lengua negra es una lengua aglutinante y de núcleo final (el modificador precede al modificado). Se especula que Tolkien se puede haber basado en el idioma hitita y las lenguas hurrito-urartianas.
Para la trilogía fílmica de El Señor de los Anillos dirigida por Peter Jackson, el lingüista David Salo usó las pocas muestras conocidas de lengua negra para crear una ideolengua adecuada para la filmación. Así, en la saga de Peter Jackson, los Orcos de Gundabad hablan una variante de la lengua negra llamada Orkish, que resulta ser la versión orca de la lengua.